# تئودورا (همسر ژوستینین یکم)
تئودورا (به انگلیسی: Theodora؛ ۵۰۰ – ۲۸ ژوئن ۵۴۸ میلادی) یک رقصنده بود که بعد‌ها در سن ۲۴ سالگی با ازدواج با ژوستینین یکم تبدیل به شهبانوی قدرتمند و پرنفوذ امپراتوری روم شرقی شد. تئودورا یکی از تاثیرگذارترین، قدرتمندترین، بحث برانگیزترین و بزرگترین امپراتریس‌های تاریخ امپراتوری روم و روم شرقی بود که از سال ۵۲۷ تا هنگام مرگ خود در سال ۵۴۸، همانند یک امپراتریس همراه با همسرش ژوستینین یکم و در مقام به عنوان شریک سلطنت وی عمل می‌کرد و همراه با او بر امپراتوری بیزانس حکومت کرد. او در ۲۱ سال حکومت خود به عنوان ملکه بیزانس، دادگاه و مهر و همراهان خود را داشت و ژوستینین او را «شریک جلسات من» خواند و تخت سلطنت تئودورا در کنار تخت شوهرش بود و نزدیکترین مشاوره امپراتور به حساب می‌آمد.

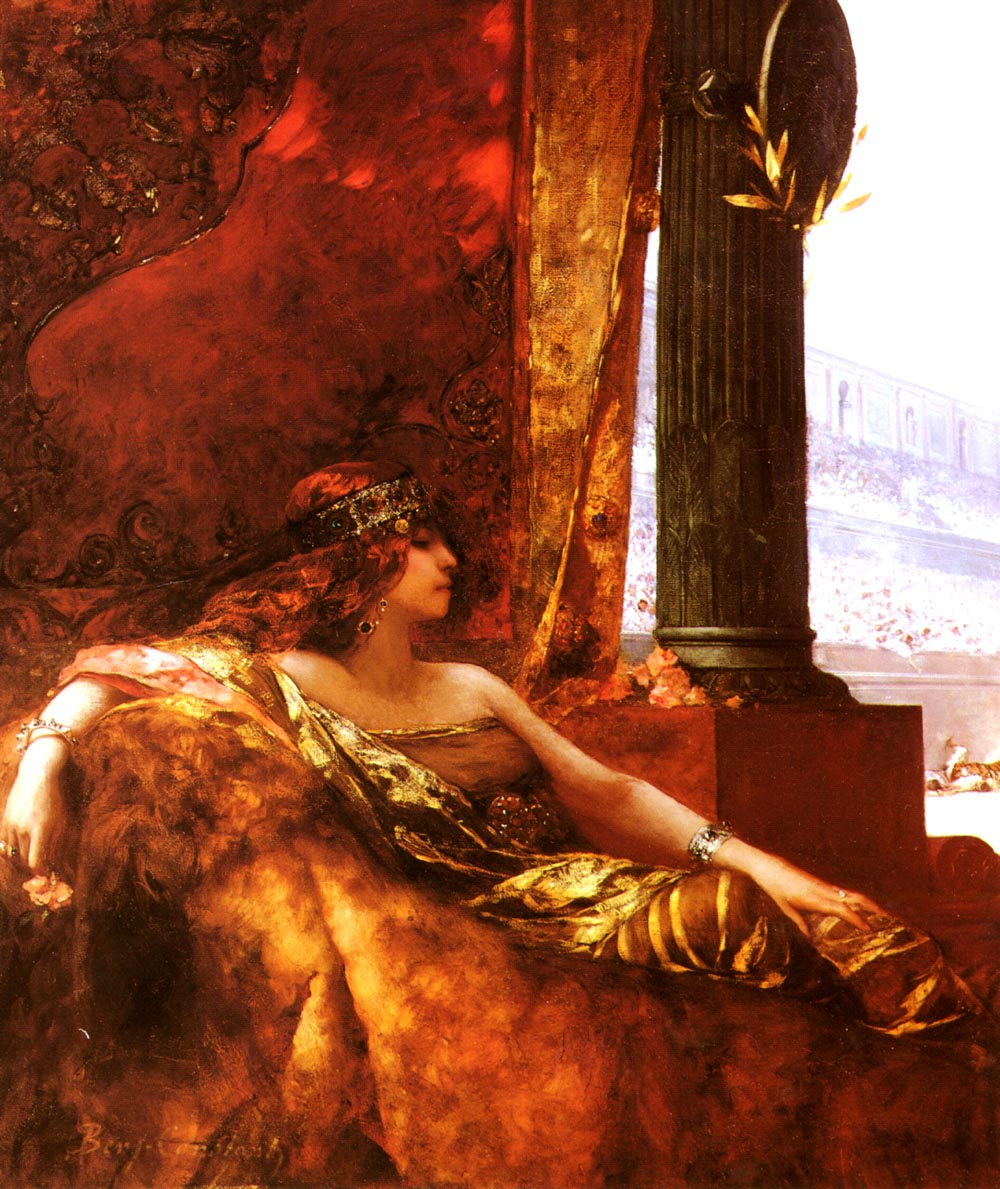
نگاری از امپراتریس تئودورا

ملکه امپراتوری بیزانس در سال ۵۰۰ میلادی متولد شد و براساس تاریخ حاضر، تئودورا، دومین فرزند یک خانواده سه نفر فقیر است که پدرش را از دست داده و تحت تربیت مادرش بزرگ شده‌ بود. او تا ۱۵ سالگی در مراکز فساد بود و از وجودش به عنوان یک روسپی و رقاصه استفاده می‌کردند؛ تا اینکه روزی ژوستینین یکم رقص او را دید و عاشقش شد. همین عشق باعث گردید که آن دو در سال ۵۲۳ میلادی با یکدیگر ازدواج کنند. او زنی باهوش، خودساخته، قدرتمند، بانفوذ، خودخواه، حریص و جاه‌طلب بود. ژوستینین چون به امپراتوری رسید، تئودورا را در سلطنت شریک خود ساخت و تئودورا توانست قدرت اداره کل امپراتوری روم شرقی را با عنوان شریک امپراتور به‌طور برابر در دست بگیرد. او خط مشی سیاست مذهبی همسرش را تعیین می‌کرد. تئودورا پس از ازدواج با ژوستینین در تمامی تصمیم‌گیری‌های سیاسی، نظامی، اقتصادی، مذهبی، اجتماعی، خانوادگی و رویدادهای حساس، همراه و همدم و مشاور اصلی ژوستینین بود.
در زمان سلطنت مشترک تئودورا و ژوستینین  یک شورش بسیار بزرگ به دست یکی از کنسول‌های مهم دربار به نام هیپاتیوس به پا شده بود و امپراتور ژوستینین توان نابودی این شورش را در خود ندید و تصمیم به فرار گرفت؛ ولی تئودورا که به هنگام شورش نیکا در سال ۵۳۲ میلادی، امپراتور را از فرار و گریز منع کرد و او را به مقابله تشویق نمود. تئودورا از سال ۵۳۲ تا هنگام مرگ، تأثیراتی فوق‌العاده بر امپراتوری بیزانس و خود امپراتور گذاشت؛ به حدی که وی را علناً به عنوان امپراتور مشترک با ژوستینین می‌دانستند. تئودورا را بخاطر هوس و جاه طلبی بسیارش، یکی از شهوانی‌ترین زنان تاریخ می‌دانند و بخاطر حکومتش بر روم به عنوان یکی از بانفوذترین زنان تاریخ روم شناخته می‌شود. مرگ او در سال ۵۴۸ میلادی اتفاق افتاد که باعث عزاداری همیشگی ژوستینین یکم شد.